# Les Lendemains de veille
Pour plus de détails, voir Fiche technique et Distribution.
Les Lendemains de veille est un film français réalisé par Loïc Paillard, sorti en 2022.

## Synopsis
« À 20 ans, ils avaient la vie devant eux et ce rêve un peu fou de vivre ensemble, comme une famille. Après deux ans de cohabitation dans une grande maison, chacun avait pris un chemin différent. Ils se sont perdus de vue depuis plus de dix ans maintenant. Mais le destin a finalement décidé de les réunir… »

— Allociné

## Fiche technique
Sauf indication contraire, les informations mentionnées dans cette section peuvent être confirmées par les bases de données cinématographiques IMDb et Allociné,  présentes dans la section « Liens externes ».
- Réalisation : Loïc Paillard
- Scénario et dialogues : Loïc Paillard
- Musique : Julien Morin, Valérian Behar-Bonnet, Xavier Plèche
- Costume : Manon Lancerotto
- Photographie : Jean-Michel Poulichot, Loïc Paillard
- Son : Sylvain Teissier, Yohann Mourre et Erwan Quinio
- Montage : Anaïs Manuelli
- Production : Xavier Plèche
  - Production associée : Jennifer Jauze, Marie Carrot, Jean-Louis Livi
- Société de production : Picseyes, F comme Film
- Société de distribution : Star Invest Films (France)

- Genre : Comédie dramatique[2]
- Pays d'origine :  France
- Langue originale : français
- Format : couleur - 2,35:1 (scope) - son 5.1
- Durée : 85 minutes
- Dates de sortie :
  - France : 27 août 2021 (Festival d'Angoulême) ; 9 novembre 2022 (sortie nationale)

## Distribution
Sauf indication contraire, les informations mentionnées dans cette section peuvent être confirmées par la base de données cinématographiques Allociné,  présente dans la section « Liens externes ».
- Denis Eyriey : Xavier
- Marica Soyer : Lola
- François Pouron : Vincent
- Lucile Krier : Malo
- Etienne Beydon : Blaise
- Bérénice Coudy : Anne-Sophie
- Valérian Behar-Bonnet : Matéo
- Natacha Krief : Cléo
- Pascal Elso : Didier
- Sylvain Mossot : Romain
- Dominique Besnehard : le notaire

## Accueil

### Accueil critique
En France, le site Allociné donne une note de 2,8⁄5, après avoir recensé 4 titres de presse.
La presse n'a pas manifesté un très grand entrain au moment de la sortie du long-métrage, avec - seulement - 4 titres de presses recensé par l'agrégateur Allociné au même instant. Toutefois, la presse semble lui donné un accueil favorable.
Pour Le Figaro, « Loïc Paillard signe une sorte de Petits mouchoirs nouvelle génération, un surprenant film de copains plein de tendresse et d'humour ». Du côté des Fiches du cinéma, « Une belle chronique sur la force des liens amicaux. Léger dans sa construction, émouvant grâce à ses multiples personnages aux parcours très différents, le film montre que les trentenaires ont, eux aussi, droit à leur crise ».
Pour Télérama, le film est « Solaire, joliment désordonné, (...) porté par beaucoup de nouveaux visages que l'on a envie de revoir ».
Pour Le Monde, « Voici, en un mot, un film de bande qui soigne son storytelling (le legs ne peut être enregistré qu'à la condition d’une acceptation à l’unanimité), sa typologie (un intello qui a épousé une woke, un dragueur infantile, un acteur au cœur meurtri, la fille qui avait planté le groupe…) et son ambiance (assez glauque). Autant dire que la vie manque ».

### Box-office
| Pays ou région | Box-office    | Date d'arrêt du box-office | Nombre de semaines |
| -------------- | ------------- | -------------------------- | ------------------ |
| France         | 4 144 entrées | 7 décembre 2022            | 4                  |

Pour son premier jour d'exploitation en France, Les Lendemains de veille réalise 1 659 entrées, dont 1 497 en avant-première. Le film se classe neuvième au box-office des nouveautés, derrière Pacifiction : Tourment sur les îles (2 764) et devant Mission régénération (1 549).